# Quisqualis caudata
Quisqualis caudata là một loài thực vật có hoa trong họ Trâm bầu. Loài này được Craib miêu tả khoa học đầu tiên năm 1930.